# کپور سفید دکن
کپور سفید دکن (نام علمی: Cirrhinus fulungee) نام یک گونه از تیره کپورماهیان است.